# 瑞安站
瑞安站，位于中国浙江省温州市瑞安市飞云街道，归属上海铁路局，于2009年9月28日随温福铁路正式通车同时启用。

## 历史
2009年9月28日正式启用。